# Tetrajoddifosfan
Tetrajoddifosfan (P2I4) je anorganická sloučenina fosforu a jodu. Za běžných podmínek se jedná o oranžovou krystalickou látku s redukčními účinky. Atom fosforu má chemický NMR posun okolo +100 ppm (pod kyselinou fosforečnou), resp. +108 ppm v sirouhlíku. V této sloučenině má fosfor málo obvyklé oxidační číslo +2.

## Syntéza
Tetrajoddifosfan lze snadno připravit disproporcionací jodidu fosforitého v suchém diethyletheru:
2 PI3 → P2I4 + I2
Lze ho získat i reakcí chloridu fosforitého s jodidem draselným za bezvodých podmínek.

## Reakce
Tetrajoddifosfan reaguje s bromem za vzniku směsi PI3, PBr3, PBr2I a PBrI2.

## Použití
Tetrajoddifosfan se používá v organické chemii pro konverzi karboxylových kyselin na nitrily, k odstranění chránicích skupin u acetalů (na aldehydy) a ketalů (na ketony) a ke konverzi epoxidů na alkeny a aldoximů na nitrily. Může také cyklizovat 2-aminoalkoholy na aziridiny a převádět α,β-nenasycené karboxylové kyseliny na α,β-nenasycené bromidy.
V Kuhnova-Wintersteinově reakci se tetrajoddifosfan používá pro přeměnu glykolů na alkeny.